# Defender
Defender és un videojoc Shoot 'em up de desplaçament horitzontal desenvolupat per Williams Electronics el 1980 i llançat per a jocs recreatius el 1981. Està ambientat en un planeta o ciutat sense nom (segons la plataforma) on el jugador ha de derrotar onades d'extraterrestres mentre protegeix els astronautes. El desenvolupament va ser dirigit per Eugene Jarvis, un programador de pinball a Williams; Defender va ser el primer projecte de videojocs de Jarvis i es va inspirar en Space Invaders i Asteroids. Va ser distribuït al Japó per Taito.
Va ser un dels títols més importants de l'època daurada dels videojocs arcade, venent més de 55.000 unitats per convertir-se en el joc més venut de la companyia i un dels jocs d'arcade més taquillers. Va rebre elogis entre els crítics, centrats en els audiovisuals i la jugabilitat del joc. Sovint apareix com una de les millors contribucions de Jarvis a la indústria dels videojocs i un dels videojocs més difícils. Tot i que no és el primer joc que es va desplaçar horitzontalment, va crear el gènere dels trets de desplaçament purament horitzontal. Va inspirar el desenvolupament d'altres jocs i va ser seguit per seqüeles i moltes imitacions.
Es van desenvolupar diversos ports per a sistemes de jocs contemporanis, la majoria d'ells per Atari o per la seva etiqueta de programari per a plataformes no Atari, Atarisoft.